# Waverley Cinema

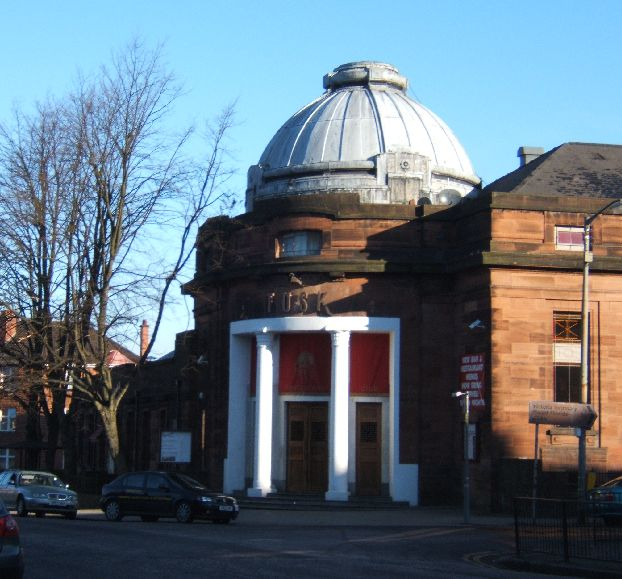
Waverley Cinema

Das Waverley Cinema ist ein ehemaliges Kinogebäude in der schottischen Stadt Glasgow. 1992 wurde das Bauwerk in die schottischen Denkmallisten in der höchsten Denkmalkategorie A aufgenommen.

## Geschichte
Planungen für das Gebäude begannen im Jahre 1918. Es wurde schließlich im Jahre 1922 fertiggestellt. Den Entwurf lieferte das schottische Architekturbüro Watson, Salmond & Gray. Das Waverley Cinema zählt zu den frühen Gebäuden in Schottland, die ausschließlich zu diesem Zwecke gebaut wurden. Am 22. Dezember 1922 wurde die Eröffnung begangen. 1936 wurde das Kino überarbeitet. Die ABC Corporation betraute George Urie Scott mit der Planung. 1964 wurde das Lichtspielhaus in ABC umbenannt, ehe es 1973 geschlossen wurde. In der folgenden Zeit beherbergte das Gebäude zunächst eine Bingohalle, dann einen Snooker-Club. Nachdem es im Jahre 2002 leerstand, wurde es zu einer Gaststätte umgebaut.

## Beschreibung
Das Gebäude steht an der Moss-Side Road im südlichen Glasgower Bezirk Shawlands. Schräg gegenüber befindet sich die Shawlands Academy. Die Gestaltung des einstöckigen Gebäudes ist dem frühen Neoklassizismus zuzuordnen und der klassizistischen Architektur des späten 17. Jahrhunderts entlehnt. Die südexponierte Frontfassade ist sieben Achsen weit. Rechts befindet sich der Eingangsbereich an der abgerundeten Gebäudekante an der Einmündung der Frankfort Street. Er ist mit ägyptischen Säulen gestaltet. Der Gebäudeteil schließt mit einer Metallkuppel. Die Fenster der fünf Achsen weiten Fassade entlang der Frankfort Street schließen mit schlichten Gesimsen. Im Obergeschoss finden sich ornamentierte Rundfenster.